# Asobo Studio
Asobo Studio est une société française de développement de jeux vidéo fondée en 2002 et installée à Bordeaux.

## Historique
En 2002, le studio Asobo est créé et achète les droits du jeu multijoueur Super Farm. Le jeu sort en 2003 sur PlayStation 2.
De 2003 à 2006, Asobo développe trois jeux pour plusieurs plateformes (PC, Mac, PS2, Xbox, Gamecube, Wii).
En 2007, le studio développe sur diverses plates-formes et obtient un contrat avec l'éditeur THQ qui lui commande la réalisation des versions Windows, OS X, PS2, Wii, Xbox et GameCube du jeu Ratatouille, dérivé du film éponyme. L'année suivante, le studio est une nouvelle fois choisi par THQ pour développer les versions PC et PS2 de WALL-E.
En 2009, Asobo sort deux titres : Là-Haut (PSP, PC, Mac, PS2) et FUEL (PS3, Xbox 360, PC). La sortie de ce dernier fait entrer le studio à la 74e place dans le classement Develop 100 et est nommé dans la catégorie Best Independent Developer aux Develop Industry Excellence Awards. FUEL établit un nouveau record du monde homologué au Guinness Book 2009.
En 2010, le studio, composé de 75 personnes[réf. souhaitée], prend en charge les versions PSP et PS2 du jeu Disney-Pixar Toy Story 3 et Racket Sports PS3 et Wii pour Ubisoft.
En 2011, Asobo studio emploie 100 développeurs[réf. souhaitée] dédiés à la conception pour Microsoft de Kinect Héros : Une aventure Disney - Pixar.
Fin 2014, le studio sort deux nouveaux jeux en édition chez Ubisoft : Monopoly Family Fun Pack sur PS3, PS4, Xbox360 et Xbox One, incluant Monopoly Plus, My Monopoly et Monopoly Deal, ainsi que The Crew sur Xbox360.
En 2016, le studio renouvelle son partenariat avec Microsoft et annonce la sortie d'Holotour et de 2 jeux sur HoloLens : Fragments et Young Conker, dans la Developer Edition disponible le 30 mars 2016. Il remporte également le trophée 2016 du créateur de jeux vidéo français décerné par Syntec Numérique, EY et le SNJV.
En 2017, Asobo studio annonce A Plague Tale: Innocence, un jeu d'aventure sur consoles et PC, en partenariat avec Focus Home Interactive. Le jeu propose de suivre le voyage d'une jeune fille nommée Amicia et son petit frère Hugo dans un royaume de France médiéval pris dans la tourmente de la peste noire. Le jeu est disponible depuis le 14 mai 2019.
En 2018, Asobo studio souhaite recruter 40 personnes et atteindre ainsi 180 salariés.
En avril 2019, Focus Home Interactive annonce lors de son événement annuel "What's Next" qu'Asobo Studio a signé pour un nouveau jeu, à quelques semaines de la sortie de A Plague Tale: Innocence dont le développement venait de s'achever. Bien que le studio ne divulgue pas les chiffres, d'après l'éditeur, le jeu a fait une très bonne sortie et obtient début 2020 le "Pégase" du meilleur jeu vidéo français de l'année.
En 2016, Asobo Studio est choisi par Microsoft pour développer la dernière version de Flight Simulator. Baptisé Microsoft Flight Simulator, une démo en images de synthèse est montrée lors de la conférence du constructeur américain, en marge de l'E3 2019. Le jeu sort le 18 août 2020, tout d'abord sur Windows et plus tard sur Xbox Series. La simulation obtient un score de 92 % sur le site de référence Metacritic. Le studio crée également à cette époque sa division XR HoloForge Interactive, employant aujourd'hui près de 30 personnes et développant des applications B2B notamment sur HoloLens.
En 2020, le studio obtient la récompense Best sim/strategy game lors de la cérémonie 2020 des The Game Awards pour Microsoft Flight Simulator.
En 2021, Asobo Studio ouvre son capital au fonds d'investissement Sagard (finance) NewGen. Sagard investit 20 millions d'euros pour une part d'environ 30 % du capital d'Asobo.
En mars 2021, le simulateur de vol Microsoft Flight Simulator d'Asobo obtient le Pégase du meilleur jeu vidéo français de l'année. C'est la deuxième année consécutive que le studio est récompensé après A Plague Tale: Innocence en 2020.

## Jeux développés
| Année | Titre                                    | Editeur                        | Plateformes                                                                   |
| ----- | ---------------------------------------- | ------------------------------ | ----------------------------------------------------------------------------- |
| 2003  | Super Farm (en)                          | UTV Ignition Games             | PlayStation 2                                                                 |
| 2003  | Croque Canards                           | LSP                            | PlayStation 2                                                                 |
| 2004  | La Momie                                 | Hip Games                      | Windows, PlayStation 2                                                        |
| 2005  | CT Special Forces: Fire for Effect       | Hip Games                      | Windows, PlayStation 2, Xbox                                                  |
| 2006  | Garfield: A Tail of Two Kitties          | The Game Factory               | Windows, PlayStation 2                                                        |
| 2007  | Ratatouille                              | THQ                            | Windows, PlayStation 2, macOS, Wii, GameCube                                  |
| 2008  | WALL-E                                   | THQ                            | Windows, MacOS, PlayStation 2                                                 |
| 2009  | Fuel                                     | Codemasters                    | Windows, PlayStation 3, Xbox 360                                              |
| 2009  | Là-haut                                  | Sony Interactive Entertainment | Windows, MacOS, PlayStation 2                                                 |
| 2010  | Racket Sports Party (en)                 | Ubisoft                        | PlayStation 3, Wii                                                            |
| 2010  | Toy Story 3                              | Disney Interactive Studios     | PlayStation 2, PlayStation Portable                                           |
| 2012  | Kinect Héros : Une aventure Disney-Pixar | Microsoft Studios              | Windows, Xbox 360, Xbox One                                                   |
| 2014  | The Crew                                 | Ubisoft                        | Windows, Xbox 360, PlayStation 4, Xbox One                                    |
| 2014  | Monopoly Plus                            | Ubisoft                        | Windows, PlayStation 3, Xbox 360, PlayStation 4, Xbox One                     |
| 2016  | Fragments                                | Microsoft Studios              | Microsoft HoloLens                                                            |
| 2016  | Young Conker                             | Microsoft Studios              | Microsoft HoloLens                                                            |
| 2016  | ReCore                                   | Microsoft Studios              | Windows, Xbox One                                                             |
| 2017  | Kinect: Disneyland Adventures            | Microsoft Studios              | Windows, Xbox One                                                             |
| 2017  | Zoo Tycoon: Ultimate Animal Collection   | Microsoft Studios              | Windows, Xbox One                                                             |
| 2018  | The Crew 2                               | Ubisoft                        | Windows, PlayStation 4, Xbox One                                              |
| 2019  | A Plague Tale: Innocence                 | Focus Home Interactive         | Windows, PlayStation 4, Xbox One, PlayStation 5, Xbox Series, Nintendo Switch |
| 2020  | Microsoft Flight Simulator               | Xbox Game Studios              | Windows, Xbox Series                                                          |
| 2022  | A Plague Tale: Requiem                   | Focus Entertainment            | Windows, PlayStation 5, Xbox Series, Nintendo Switch                          |
| 2024  | Microsoft Flight Simulator 2024          | Xbox Game Studios              | Windows, Xbox Series                                                          |
| 2026  | Resonance: A Plague Tale Legacy          | Focus Entertainment            | Windows, PlayStation 5, Xbox Series                                           |